# Kathrin Spoerr
Kathrin Spoerr (* 1965 in Kühlungsborn) ist eine deutsche Journalistin und Schriftstellerin. 

## Leben
Spoerr wuchs in Rostock auf und stellte nach dem Abitur im Jahr 1984 einen Ausreiseantrag. Anschließend studierte sie in Heidelberg Volkswirtschaft und promovierte später an der Universität Potsdam im Fach Jura. 
Im Jahr 1995 war Spoerr Gastredakteurin bei russlanddeutschen Zeitungen in Slawgorod (Westsibirien) und Sankt Petersburg. Ab 1997 war sie als Volontärin beim Tagesspiegel tätig. Seit 2000 arbeitet sie als Redakteurin bei der Tageszeitung Die Welt.
Spoerr ist ledig und hat zwei Töchter.

## Werk
- Recht und Revolution, Frankfurt am Main 2011.
- Weibersachen. Ein Trostbuch für alle, die zu schwach sind, um stark zu sein, Köln 2012.
- Das Leben mit mir ist die Hölle für mich. Spektakuläre Einblicke in die Psyche einer Frau, München 2013.
- Nach Feierabend, Köln 2015.